# Pedro Sánchez (arquitecto)

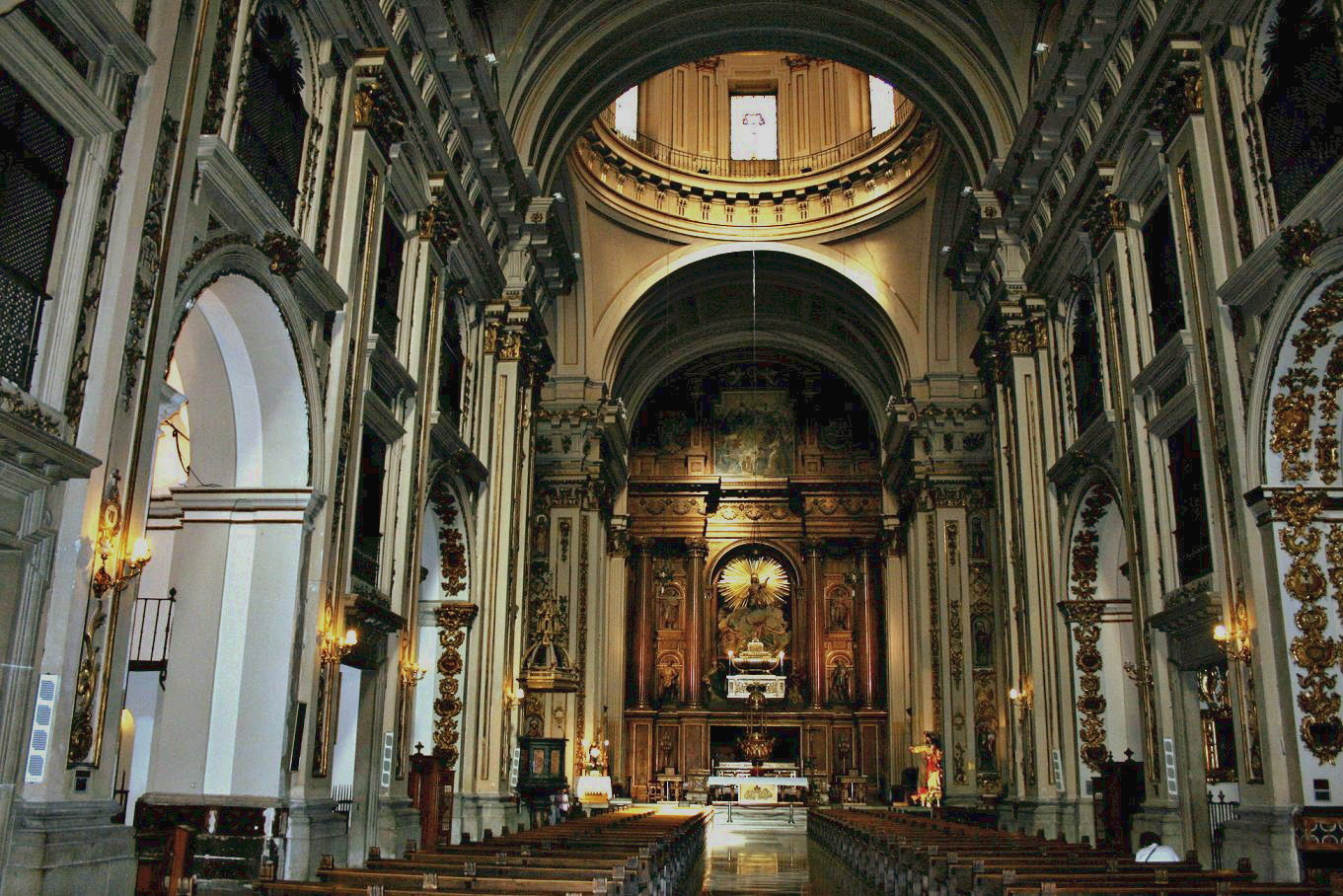
Interior de la colegiata de san Isidro de Madrid, con el modelo típico de planta jesuítica de una sola nave con capillas entre los contrafuertes y cúpula sobre el crucero.

Pedro Sánchez (Villamora de la Zarza (Cuenca), 1569-Madrid, 1633), hermano jesuita, tracista y maestro de obras, fue, según Virginia Tovar, el introductor en España de las novedades estructurales del incipiente Barroco romano, y el creador del modelo de arquitectura jesuítica más extendido en la España del siglo XVII, de nave única, capillas laterales con tribuna sobre ellas y cúpula sobre el crucero.
De familia humilde, nació en Villamora de la Zarza, aldea de Tarancón, en la actual provincia de Cuenca.

## Obra

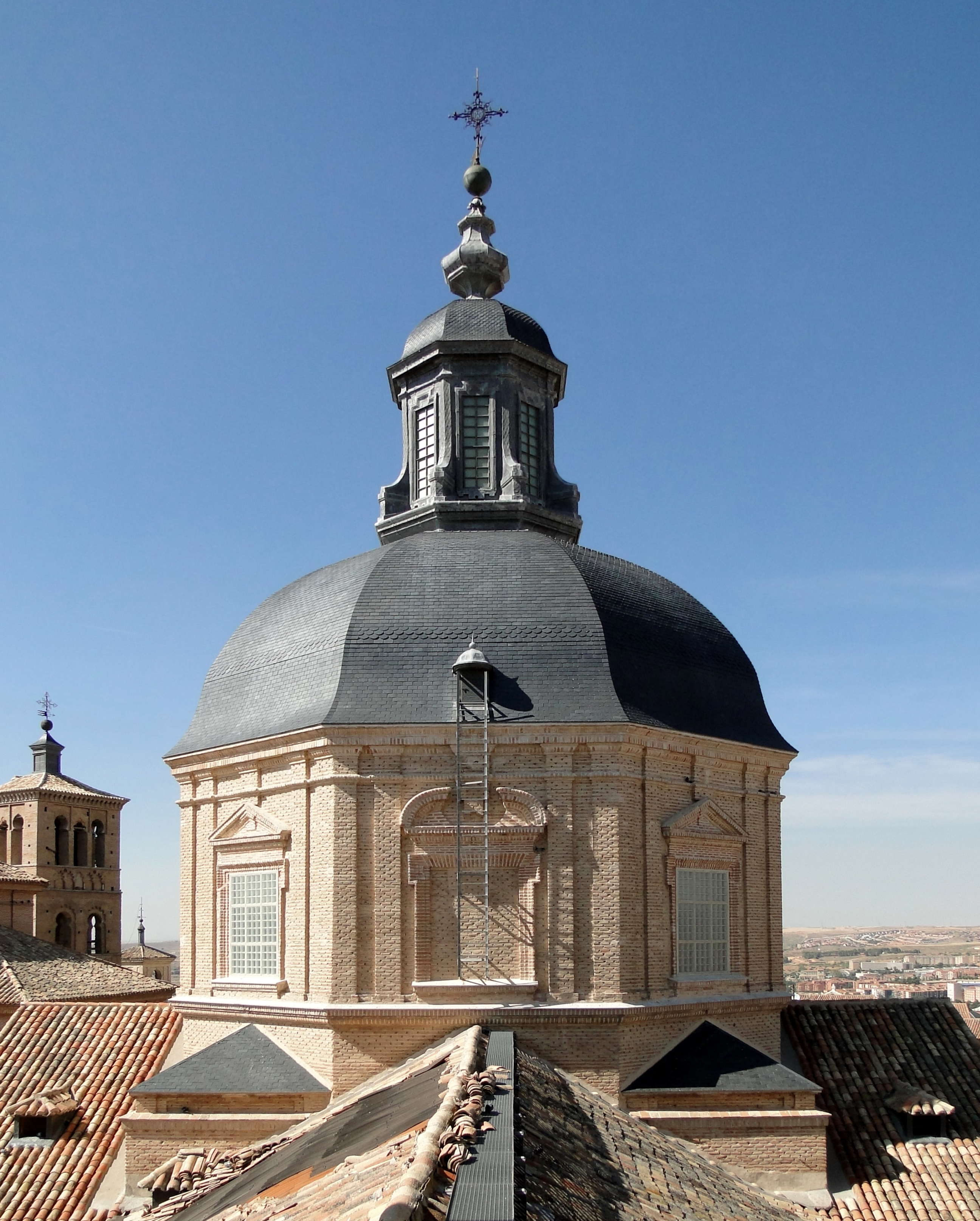
Cúpula de la iglesia de san Ildefonso de Toledo.

Pedro Sánchez fue autor de la iglesia de los Santos Justo y Pastor de Granada, de 1614, en cuya cúpula se revela la influencia escurialense enmascarada bajo la decoración de yesería al modo andaluz. Suyas son también las iglesias de planta centralizada del Colegio de San Hermenegildo de Sevilla (1614), y del Colegio de San Sebastián de Málaga (1626-1630). La primera presenta planta elipsoidal inserta en un rectángulo, sobre un modelo clasicista derivado de Diego de Siloé en lo decorativo y de Vignola (iglesia de santa Ana de los Palafreneros, Roma), en lo que a la planta se refiere, si bien trasladando a la bóveda la forma ovalada con un dinamismo del que carece el modelo, jugando en los muros con arcos y hornacinas. En Málaga prefiere en cambio una planta circular con capillas en torno a la nave inscribiéndose el conjunto en un cuadrado.
En 1619 viajó a Madrid, donde aparece definitivamente asentado en 1623, dando paso con su formación andaluza a la creación de un modelo arquitectónico alternativo al clasicismo escurialense de Juan Gómez de Mora, dominante en la capital. A él se deben las plantas de la iglesia del Noviciado de Madrid (1619), destruida al transformarse en el siglo XIX en paraninfo de la Universidad Central, y del Colegio Imperial, actual Colegiata de San Isidro, proyectada hacia 1622 y ejecutada por el hermano Bautista. También en Madrid, dio la traza de la iglesia de San Antonio de los Portugueses (1624), de planta oval, siguiendo la fórmula que él mismo había experimentado en el colegio sevillano de San Hermenegildo, tomando como modelo a Serlio y realzando el valor arquitectónico de la cúpula y el dinamismo de la planta, a la vez que los elementos decorativos alcanzan un valor esencial. Sánchez conjuga aquí la planta centralizada con el modelo longitudinal localizando la entrada y el presbiterio en los extremos del eje mayor, creando de este modo una amplia planta congregacional. Las adiciones de elementos decorativos en yeso y pinturas y la neta diferenciación entre el exterior y el interior son características también del hacer arquitectónico de Pedro Sánchez, ensayadas de modo semejante en San Hermenegildo de Sevilla.
Un modelo de planta semejante y anterior al de la iglesia del Colegio Imperial sigue la iglesia de San Ildefonso de Toledo, actualmente de San Juan Bautista, posiblemente proyectada en 1616 pero cuyas obras no se iniciaron hasta 1629, continuándola el hermano Bautista, responsable de su fachada. Su gusto por las plantas centralizadas se manifiesta aquí en las dos sacristías ovales que se disponen a los lados del presbiterio.

### Notaas
1. ↑  Tovar (1973), p. 141.
2. ↑  «Pedro Sánchez, arquitecto (ca. 1569-1633)». Consultado el 6 de marzo de 2021.